# جوزيف كوهن
جوزيف كوهن هو محامي وسياسي كندي، ولد في 12 أغسطس 1891، وتوفي في 24 سبتمبر 1973 في مونتريال في كندا. حزبياً، نشط في حزب كيبيك الليبرالي. وقد انتخب عضو الجمعية الوطنية في كيبك ‏.